# Herochroma mansfiedi
Herochroma mansfieldi là một loài bướm đêm thuộc họ Geometridae. Loài này có ở Trung Quốc (Hồ Bắc, Vân Nam).
Chiều dài cánh trước khoảng 29 mm.